# Majellula
Majellula is een geslacht van spinnen uit de  familie van de Thomisidae (krabspinnen).

## Soorten
- Majellula affinis (O. P.-Cambridge, 1896)[1]
- Majellula pulchra Bryant, 1940
- Majellula spinigera (O. P.-Cambridge, 1891)